# Carlo Antonio Tantardini
Carlo Antonio Tantardini (Introbio, 1677 – Roma, 1748) è stato uno scultore italiano, conosciuto anche come Antonio Tantardini di Valsassina.

## Biografia
Non va confuso con l'omonimo scultore milanese dell'Ottocento, Antonio Tantardini.
In tarda carriera fu attivo al Sacro Monte di Varallo, in Valsesia, dove creò fra il 1742 ed il 1743 sculture per la Cappella XXIV, dedicata alla rappresentazione processo a Gesù Cristo davanti al tribunale di Anna.
Fu attivo in altre località del Piemonte e sue opere furono utilizzate per la chiesa intitolata a santa Teresa d'Avila, presso la Porta Marmorea di Torino (statue per la Cappella della Sacra Famiglia).

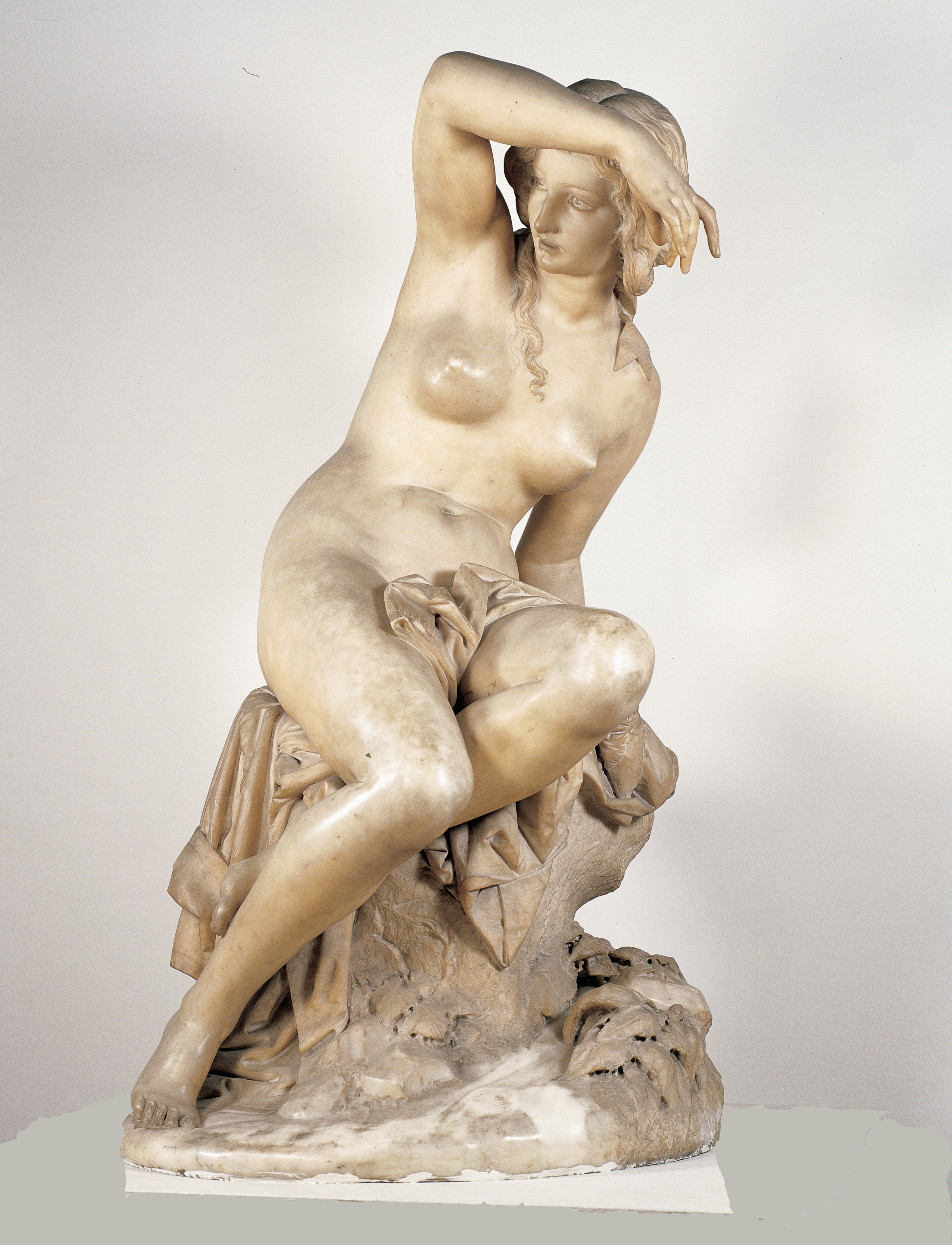
Bagnante seduta.

Altre opere di Carlo Antonio Tantardini a Torino:
- Chiesa di Santa Cristina, in piazza San Carlo (statue di sant'agostino e san francesco da sales ai lati della facciata)
- Santuario della Consolata, in piazza della Consolata (due angeli adoranti in marmo bianco e immagine della Consolata)
- Basilica di Superga (statue cappelle laterali)
- Oratorio dell'Addolorata in San Lorenzo (bassorilievo raffigurante il Voto di Emanuele Filiberto di Savoia per la battaglia di San Quintino
- Chiesa di Sant'Agostino, mausoleo del cardinale Carlo Tommaso Maillard de Tournon

Nel paese natale, Introbio, realizzò invece una statua della Vergine per la chiesa di sant'Antonio Abate.